# Caulobacteraceae
Caulobacteraceae — родина бактерій, що мають характерні «стебла» та розмножуються асиметрічним поділом. Представник родини Caulobacter crescentus — відомий модельний організм у вивченні диференціації бактеріальних клітин.